# Franz Hofmann (Rechtswissenschaftler, 1981)
Franz Hofmann (* 1981) ist ein deutscher Rechtswissenschaftler und Hochschullehrer.

## Leben
Er studierte von 2002 bis 2006 Rechtswissenschaften an der Universität Bayreuth (1. Juristisches Staatsexamen 2006/I). Nach zweijähriger Assistententätigkeit am dortigen Lehrstuhl von Ansgar Ohly ging er 2008 zum LL.M.-Studium nach Cambridge (Clare College). Nach der Promotion 2009 war er von Dezember 2011 bis September 2016 Habilitand und Akademischer Rat auf Zeit erneut am Lehrstuhl von Ansgar Ohly, zunächst an der Universität Bayreuth, seit 2012 an der Ludwig-Maximilians-Universität München. Nach der Habilitation im Juli 2016 wurde ihm die Lehrbefugnis für die Fächer „Bürgerliches Recht, Recht des Geistigen Eigentums, Wirtschaftsrecht und Zivilverfahrensrecht“ erteilt. Am 1. November 2016 wurde er zum Universitätsprofessor an der Friedrich-Alexander-Universität Erlangen-Nürnberg ernannt.
Seine Interessenschwerpunkte sind die Grundprinzipien im Recht des Geistigen Eigentums und des Lauterkeitsrechts, Fragen der Rechtsdurchsetzung und Haftungsfragen.

## Schriften (Auswahl)
- Immaterialgüterrechtliche Anwartschaftsrechte. Tübingen 2009, ISBN 978-3-16-150151-7.
- Der Unterlassungsanspruch als Rechtsbehelf. Tübingen 2017, ISBN 3-16-154896-5.
- mit Ansgar Ohly und Herbert Zech: Fälle zum Recht des geistigen Eigentums. München 2018, ISBN 3-406-71090-5.
- als Herausgeber mit Franziska Kurz: Law of Remedies. A European Perspective. Cambridge 2019, ISBN 1-78068-785-0.